# Max Bennett
Max Bennett (24 de mayo de 1928-14 de septiembre de 2018) fue un bajista de jazz y músico de sesión estadounidense.

## Biografía
Bennett creció en Kansas City y Oskaloosa, Iowa. Su debut profesional tuvo lugar en 1949 junto a Herbie Fields, tras lo cual tocó junto a Georgie Auld, Terry Gibbs y Charlie Ventura. Sirvió en el Ejército durante la guerra de Corea entre 1951 y 1953, y tras tocar con Stan Kenton se mudó a Los Ángeles. Allí tocó regularmente en el Lighthouse Cafe con su propia banda, acompañando a numerosos artistas como Peggy Lee, Ella Fitzgerald, Joni Mitchell y Joan Baez. También grabó para Charlie Mariano, Conte Candoli, Bob Cooper, Bill Holman, Stan Levey, Lou Levy, Coleman Hawkins y Jack Montrose.
Bennett grabó bajo su propio nombre desde finales de la década de 1950 y realizó un extenso trabajo como compositor y músico de estudio además de tocar jazz.. En ocasiones asociado a The Wrecking Crew, participó en numerosas grabaciones de The Monkees y The Partridge Family.
En 1969, Bennett fue el bajista principal del segundo álbum de estudio como solista de Frank Zappa, Hot Rats. Según el propio Bennett, "no estaba familiarizado con la música de Zappa. Nuestros caminos nunca se cruzaron. Nunca fui un gran admirador de la música avant garde en ese sentido. Fue mientras estaba trabajando en el estudio, ¿qué fue, 1967, creo? Y recibí una llamada de John Guerin. Dijo: "Lleva tus cosas a TTG", eso fue en Hollywood "Tengo una sesión doble para ti con Frank Zappa." Así que llegamos allí y trabajamos dos sesiones dobles durante dos noches. Y ese fue el álbum Hot Rats.” Posteriormente volvió a trabajar con Zappa en el álbum Chunga's Revenge.
Su trabajo de estudio también incluyó la grabación de la banda sonora de la película de Lalo Schifrin de 1969, Bullitt así como Greatest Science Fiction Hits Volumes 1-3 con Neil Norman & His Cosmic Orchestra.
En 1973, Bennett se unió, junto a John Guerin, Joe Sample y Larry Carlton a L.A Express, la banda de jazz fusión liderada por Tom Scott. Tras publicar un primer álbum homónimo, participaron como banda de acompañamiento en Court and Spark, sexto álbum de estudio de la cantautora canadiense Joni Mitchell, publicado en 1974. Posteriormente, algunos miembros del grupo, junto con el guitarrista Robben Ford y el pianista Larry Nash, acompañaron a Mitchell en la grabación del álbum en directo Miles of Aisles (1974). La banda publicó dos álbumes de smooth jazz para Caribou Records tras la marcha de Scott en 1976. Antes de la disolución del grupo, Bennett formó su propia banda, Freeway. Desde 2016, Private Reserve.
A lo largo de su carrera, acompañó como músico de sesión a artistas como Marvin Gaye, Barbra Streisand, Anthony Newley, Paul Anka, Elvis Presley, Shawn Phillips, Four Tops, Nelson Riddle, Frank Sinatra, Frank Zappa, Ray Charles, Cleo Laine, Seals & Croft, Ella Fitzgerald, Michel Colombier, Quincy Jones, Billy Eckstine, Kenny Rogers, The Beach Boys, Carole King, Paul Williams, The Fifth Dimension, First Edition, Phil Spector, Joan Baez, The Temptations, Joni Mitchell, The Crusaders, Tom Scott, L.A. Express, Victor Feldman, O.C. Smith, Judy Collins, Michael Franks, Henry Mancini, Lalo Schifrin, Charley Fox, Artie Butler, Ralph Carmichael, Jack Nitzsche, Percy Faith, H. B. Barnum, Peggy Lee, Stan Kenton, Sauter-Finegan Orchestra, Terry Gibbs, Celine Dion, Julio Iglesias Jr., The Grass Roots, David Foster, José Feliciano, The Friends of Distinction, Jimmy Rowles o George Harrison. Además ha participado en la grabación de música para cine y televisión con Michel Legrand, Nelson Riddle, Michel Colombier, Quincy Jones, Tom Scott, John Williams, Henry Mancini, Lalo Schifrin, Johnny Mandel o Elmer Bernstein.

## Discografía

### Como líder
- Max Bennett Quintet (Bethlehem, 1955)
- Max Bennett Sextet (Bethlehem, 1956)
- Max Bennett Septet, Quartet & Trio (Bethlehem, 1956)
- Max Bennett with Charlie Mariano (Bethlehem)
- Interchange (Palo Alto, 1987) U.S. Top Contemporary Jazz #13
- The Drifter (1987) U.S. Top Contemporary Jazz #21
- Images (TBA, 1989)
- Great Expectations (Chase Music, 1993)
- Max Is the Factor (Fresh Sound, 2006)

Con Bob Cooper
- Coop! The Music of Bob Cooper (Contemporary, 1958)

Con Stan Kenton
- Contemporary Concepts (Capitol, 1955)

Con Jack Montrose
- Blues and Vanilla (RCA Victor, 1956)
- The Horn's Full (RCA Victor, 1957)

Con Jack Nitzsche
- Heart Beat (Soundtrack) (Capitol, 1980)

Con Howard Roberts
- Antelope Freeway (Impulse!, 1971)

Con Lalo Schifrin
- There's a Whole Lalo Schifrin Goin' On (Dot, 1968)
- Mannix (Paramount, 1968)
- Bullitt (soundtrack) (Warner Bros., 1968)
- Rock Requiem (Verve, 1971)
- Enter the Dragon (soundtrack) (Warner Bros., 1973)

Con Gábor Szabó y Bob Thiele
- Light My Fire (Impulse!, 1967)

- Michel Legrand
- Nelson Riddle
- Michel Colombier
- Quincy Jones
- Tom Scott
- John Williams
- Henry Mancini
- Lalo Schifrin
- Johnny Mandel
- Charlie Fox
- Artie Butler
- Billy Byers
- Elmer Bernstein
- Michael Melvoin